# The Foetus of Excellence
The Foetus of Excellence è un box, da non confondere con box set, di Foetus. Venne pubblicato nel 1985 in un'edizione speciale di 836 pezzi (esattamente quanti ne bastavano per recuperare le spese di produzione) dalla Self Immolation/Some Bizzare.
The Foetus of Excellence è stata di fatto una scatola pensata per raccogliere tutti i precedenti vinili di Foetus editi dalla Bizarre, con una T-shirt allegata, ma senza alcun disco. È stata l'unica pubblicazione ad entrare nella classifica di vendite britannica, seppure in una posizione molto bassa, senza avere al suo interno musica registrata.